# Berberis glaucescens
Berberis glaucescens là một loài thực vật có hoa trong họ Hoàng mộc. Loài này được A.St.-Hil. mô tả khoa học đầu tiên năm 1825.